# Baradlay Viktor
Baradlay Viktor (1990. július 26. –) magyar színész, szinkronszínész. Gyerekkora óta szinkronizál.

## Munkássága

### Filmek
- Világszám! (2004) - Dodó 13 évesen
- Vakfolt (2014) - Hans Schmitten

### Sorozatok
- Na végre, itt a nyár! (2002) - Virág Marci
- Szerencsi, fel! (2003) - Eugén
- Szeret, nem szeret (2004) - Dr. Pécsi fia
- Tűzvonalban (2010) - Dealer
- Hacktion: Újratöltve (2013) - Fenyő

## Szinkronszerepei

### Filmek
| Cím                                         | Szereplő                                  | Színész                    |
| ------------------------------------------- | ----------------------------------------- | -------------------------- |
| Váratlan                                    | Pidge (2. hang)                           | Kim Charney                |
| Volt egyszer egy Amerika                    | Patsy fiatalon                            | Brian Bloom                |
| Pumpkinhead – A bosszú démona               | Bunt                                      | Brian Bremer               |
| 1492 – A Paradicsom meghódítása             | Fernando gyerekként (2. szinkron)         | Billy L. Sullivan          |
| Életvonat                                   | Izsák                                     | Serban Danescu             |
| Apafej                                      | Julian McGrath                            | Cole Sprouse Dylan Sprouse |
| Stuart Little, kisegér                      | George Little                             | Jonathan Lipnicki          |
| A kölyök                                    | Rusty Duritz                              | Spencer Breslin            |
| Rekviem egy álomért                         | Fiatal Tyrone                             | Te'ron A. O'Neal           |
| A sejt                                      | Fiatal Carl Stargher                      | Jake Thomas                |
| Harry Potter és a bölcsek köve              | Dean Thomas                               | Alfie Enoch                |
| Kutyák és macskák                           | Scotty Brody                              | Alexander Pollock          |
| Lovagregény                                 | William Thatcher fiatalon                 | Leagh Conwell              |
| Más világ                                   | Nicholas                                  | James Bentley              |
| Szörnyek keringője                          | Tyrell Musgrove                           | Coronji Calhoun            |
| A bálnalovas                                | Hemi                                      | Mana Taumaunu              |
| Császárok klubja                            | Robert Brewster                           | Gabriel Millman            |
| Harry Potter és a Titkok Kamrája            | Dean Thomas                               | Alfie Enoch                |
| Stuart Little, kisegér 2.                   | George Little                             | Jonathan Lipnicki          |
| A macska – Le a kalappal!                   | Konrád Wallden                            | Spencer Breslin            |
| Rocksuli                                    | Freddy Jones                              | Kevin Alexander Clark      |
| Harry Potter és az azkabani fogoly          | Dean Thomas                               | Alfie Enoch                |
| Nagy Sándor, a hódító                       | Fiatal Sándor                             | Connor Paolo               |
| Rossz nevelés                               | Ignacio                                   | Nacho Pérez                |
| Amerikai pite 4. – A zenetáborban           | Ernie Kaplowitz                           | Jason Earles               |
| Fűrész II.                                  | Daniel Matthews                           | Erik Knudsen               |
| Harry Potter és a Tűz Serlege               | Dean Thomas                               | Alfie Enoch                |
| A mágus                                     | Eisenheim fiatalon                        | Aaron Taylor-Johnson       |
| Harry Potter és a Főnix Rendje              | Dean Thomas                               | Alfie Enoch                |
| Rocktábor                                   | Barron James                              | Jordan Francis             |
| Harry Potter és a Félvér Herceg             | Dean Thomas                               | Alfie Enoch                |
| HA/VER                                      | Chris D'Amico / Vörös Pára                | Christopher Mintz-Plasse   |
| Harry Potter és a Halál ereklyéi 2.         | Dean Thomas                               | Alfie Enoch                |
| Sharpay csillogó kalandja                   | Ryan Evans                                | Lucas Grabeel              |
| Asterix és Obelix: Isten óvja Britanniát    | Goudurix                                  | Vincent Lacoste            |
| Bízz a szerelemben                          | Rusty Borgens                             | Nat Wolff                  |
| Movie 43: Botrányfilm                       | Mikey                                     | Christopher Mintz-Plasse   |
| HA/VER 2.                                   | Chris D'Amico / A Mutterbever / Vörös Köd | Christopher Mintz-Plasse   |
| Sánta kutya                                 | Eric                                      | Nicholas Coombe            |
| Cserkészkézikönyv zombiapokalipszis esetére | Carter Grant                              | Logan Miller               |
| A stanfordi börtönkísérlet                  | John Lovett                               | Keir Gilchrist             |
| Billy Lynn hosszú, félidei sétája           | Lodis                                     | Brian 'Astro' Bradley      |
| Csaj kontra Szörny                          | Henry                                     | Brendan Meyer              |
| Csere                                       | Ryan                                      | Michael Fessaha            |
| Rádió-Láz                                   | Gavin                                     | Adam DiMarco               |
| Rocktábor 2. – A záróbuli                   | Barron James                              | Jordan Francis             |
| A kör                                       | Aidan Keller                              | David Dorfman              |

### Sorozatok
| Cím                              | Szereplő                                                                    | Színész                |
| -------------------------------- | --------------------------------------------------------------------------- | ---------------------- |
| 90210                            | Mark Driscoll                                                               | Blake Hood             |
| Hannah Montana                   | Oliver Oken                                                                 | Mitchel Musso          |
| Harcra fel!                      | Jerry                                                                       | Mateo Arias            |
| Kachorra – az ártatlan szökevény | Lautaro Moravia Estévez                                                     | Federico Barón         |
| Noob csapat                      | Rocco                                                                       | Julian Cerati          |
| Kyle, a rejtélyes idegen         | Josh Trager                                                                 | Jean-Luc Bilodeau      |
| Sötét angyal                     | Sage/Sam Gilan                                                              | David Kaye             |
| Alex és bandája                  | David                                                                       | Jacopo Coleschi        |
| 11                               | Ricardo "Ricky" Flores                                                      | Juan David Penagos     |
| LoliRock                         | Deinos                                                                      | Emmanuel Garijo        |
| Violetta                         | Andrés Calixto                                                              | Nicolás Garnier        |
| A Pókember elképesztő kalandjai  | Danny Rand / Vasököl (1. évad) / Flash Thompson / Méreg Ügynök (2. évadtól) | Greg Cipes Matt Lanter |

### Rajzfilmek
| Cím                                                | Szereplő                       | Színész                |
| -------------------------------------------------- | ------------------------------ | ---------------------- |
| Pinokkió                                           | Pinokkió (2. hang)             | Dick Jones             |
| Robin Hood                                         | Ugri                           | Billy Whittaker        |
| Őslények országa                                   | Tappancs (2. szinkron)         | Gabriel Damon          |
| Az oroszlánkirály                                  | Simba gyerekként (2. szinkron) | Jonathan Taylor Thomas |
| Tarzan                                             | Tantor fiatalon                | Taylor Dempsey         |
| Eszeveszett birodalom                              | Tipo                           | Eli Russell Linnetz    |
| Tigris színre lép                                  | Zsebibaba                      | Nikita Hopkins         |
| Nincs több suli                                    | Sticky kapitány                | Elizabeth Daily        |
| Micimackó: Boldog új mackóévet                     | Zsebibaba                      | Nikita Hopkins         |
| A Notre Dame-i toronyőr 2. – A harang rejtélye     | Zephyr                         | Haley Joel Osment      |
| Pán Péter – Visszatérés Sohaországba               | Bocsi                          | Spencer Breslin        |
| A dzsungel könyve 2.                               | Maugli                         | Haley Joel Osment      |
| Őslények országa 10. – A hosszúnyakúak vándorlása) | Tappancs                       | Alec Medlock           |
| Őslények országa 11. – A pöttömszauruszok támadása | Tappancs                       | Aaron Spann            |
| A Robinson család titka                            | Stanley                        | Paul Butcher           |
| Lego Ninjago: A Spinjitzu mesterei                 | Lloyd (4.évadtól)              | Samuel Vincent         |
| Steven Universe                                    | Lars Barriga                   | Matthew Moy            |
| Hősakadémia                                        | Tamaki Amajiki                 | Yūto Uemura            |